# Melastomastrum erectum
Melastomastrum erectum är en tvåhjärtbladig växtart som först beskrevs av Jean Baptiste Antoine Guillemin och Perr., och fick sitt nu gällande namn av Charles Victor Naudin. Melastomastrum erectum ingår i släktet Melastomastrum och familjen Melastomataceae. Inga underarter finns listade i Catalogue of Life.